# Lovelyz
Lovelyz (hangul: 러블리즈) – południowokoreański girlsband. Grupa zadebiutowała w 2014 pod wytwórnią Woollim Entertainment. W skład zespołu wchodzi 8 członkiń: Baby Soul, Jiae, Jisoo, Mijoo, Kei, Jin, Sujeong i Yein. Lovelyz zadebiutowały 17 listopada 2014 z albumem Girls’ Invasion. 1 listopada 2021 roku wytwórnia potwierdziła rozwiązanie grupy.

## Historia

### 2014: Debiut zGirls’ Invasion

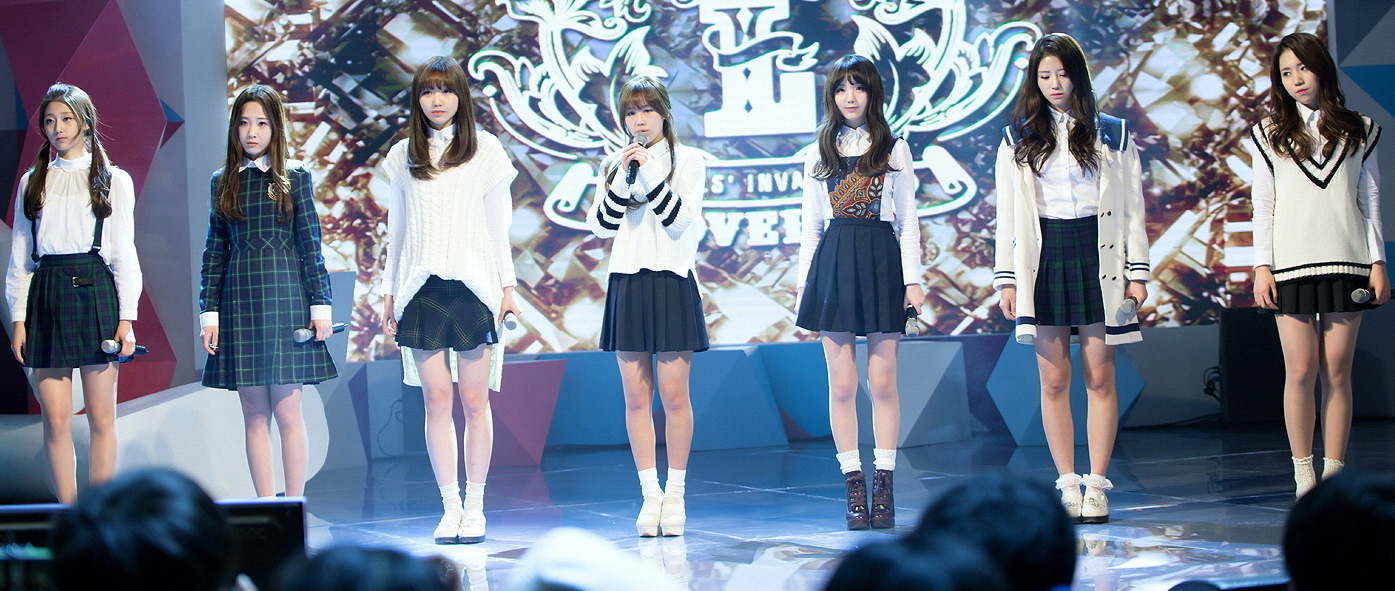
Lovelyz podczas SBS Gayo Daejun

5 listopada 2014 roku wytwórnia zapowiedziała debiut grupy Lovelyz. Przed debiutem Seo Ji-soo wycofała się z powodów osobistych. 10 listopada Lovelyz wydały cyfrowy singel „Good Night Like Yesterday” (kor. 어제처럼 굿나잇), a 12 listopada w K-ART Hall w Olympic Park miał miejsce debiutancki showcase. Następnego dnia odbył się pierwszy występ w programie muzycznym M Countdown. Pierwszy album studyjny grupy, pt. Girls’ Invasion, ukazał się 17 listopada, wraz z głównym singlem „Candy Jelly Love”. Płyta uplasowała się na 9. pozycji tajwańskiej listy Five Music Korea-Japan oraz 1. miejscu rankingu albumów japońskiej Tower Records.
21 grudnia grupa wzięła udział w corocznym festiwalu muzycznym SBS Gayo Daejeon, w segmencie „Strong Babies”, podczas którego wystąpiły debiutujące grupy K-popowe. Lovelyz wykonały piosenki „Candy Jelly Love” i „Moves Like Jagger” u boku m.in. Red Velvet, Winner oraz GOT7.

### 2015:Hi~,Lovelyz8iLovelinus
Lovelyz wydały ponownie album Girls' Invasion pod nowym tytułem Hi~ 3 marca 2015 roku. Na płycie znajdowały się dodatkowo dwa utwory, w tym główny singel o tym samym tytule. 5 marca zespół wykonał „Hi~” i „Joyland” podczas „comeback stage” w programie M Countdown. 22 kwietnia Lovelyz wzięły wystąpiły podczas KCON 2015 Japan M Countdown przed 15 tysięczną widownią, był topierwszy zagraniczny występ grupy. 23 maja Lovelyz wystąpiły podczas Dream Concert w Seul World Cup Stadium.
27 sierpnia Lovelyz, razem z Infinite, wystąpiły podczas Korea Brand & Entertainment Expo w Szanghaju. Tego samego dnia Woollim Entertainment ogłosiło, że Jisoo dołączy do grupy, a także zapowiedziało minialbum Lovelyz8 przez oficjalny profil na Twitterze. Utwór z płyty, „Shooting Star” (kor. 작별하나), ukazał się 14 września, a minialbum Lovelyz8 – 1 października 2015 roku. Na płycie znalazło się siedem utworów, w tym główny singel „Ah-Choo”. Tego samego dnia ukazał się teledysk do „Ah-Choo” z gościnnym udziałem Hoyi z Infinite.
31 października Lovelyz wystąpiły gościnnie w programie You Hee-yeol's Sketchbook, podczas którego wykonały cover a cappella piosenki Michaela Jacksona „Beat It”. Występ został wyemitowany na amerykańskim Fox News Channel i opisywany przez inne zagraniczne media. Piosenka „Ah-Choo” utrzymała swoją pozycję na większości głównych koreańskich list przebojów muzycznych do początku 2016 roku, czyniąc ją największym hitem Lovelyz.
Pierwsze spotkanie grupy z fanami i minikoncert „Lovely Day” odbyły się 5 grudnia w Ax Korea. Bilety zostały wyprzedane w ciągu pierwszych pięciu minut po otwarciu sprzedaży. 7 grudnia Lovelyz wydały CD singel Lovelinus, którego tytuł jest nazwą ich oficjalnego fanklubu. Na płycie znalazły się trzy utwory, w tym główny – „For You” (kor. 그대에게).

### 2016–2017:A New Trilogy,R U Ready?iFall in Lovelyz
Pierwszy reality show zespołu, pt. Lovelyz in Wonderland, miało swoją premierę 2 lutego 2016 roku na kanale SBS MTV.
Drugi minialbum grupy, zatytułowany A New Trilogy, ukazał się 25 kwietnia. Zawierał siedem utworów, w tym główny singel „Destiny” (kor. Destiny (나의 지구)). Piosenka zadebiutowała na liście Gaon Digital Chart na 7. pozycji.
W listopadzie Lovelyz zapowiedziały swój pierwszy solowy koncert – Lovelyz in Winterland. Występy odbyły się w dniach 13-15 stycznia 2017 roku w Blusquare Samsung Card Hall. 7 lutego agencja zapowiedziała comeback zespołu na 27 lutego z albumem studyjnym.
Drugi album studyjny, pt. R U Ready?, ukazał się 26 lutego wraz z głównym singlem „WoW!”. Woollim Entertainment ogłosiło, że ze względu na kontuzję kostki Yein może nie być w stanie wziąć udziału w promocji. 2 marca agencja potwierdziła nieobecność Yein podczas promowania płyty. Yein dołączyła do grupy 23 marca do programu M Countdown po wyleczeniu kontuzji. Album został wydany ponownie 2 maja pod tytułem Now, We (kor. 지금, 우리), zawierał dodatkowo dwa utwory, w tym główny singel „Now, We” (kor. 지금, 우리). Piosenka przyniosła Lovelyz pierwsze zwycięstwo w programie muzycznym The Show
14 listopada odbył się comeback Lovelyz z trzecim minialbumem, zatytułowanym Fall in Lovelyz. Płytę promował singel „Twinkle” (kor. 종소리).

### 2018:HealiSanctuary
Od 2 do 4 lutego 2018 roku odbyły się solowe koncerty Lovelyz in Winter Wonderland 2. 29 grudnia agencja poinformowała, że bilety zostały wyprzedane w minutę po otwarciu sprzedaży. 6 kwietnia Woollim Entertainment zapowiedziało, że Lovelyz wydadzą nowy album 23 kwietnia.
10 kwietnia Woollim Entertainment ogłosiło, że 23 kwietnia Lovelyz wydadzą czwarty minialbum zatytułowany Heal. Na płycie znalazło się sześć utworów, w tym główny singel „That Day” skomponowany przez Sweetune. Pierwszy showcase płyty odbył się tego samego dnia, co premiera minialbumu, w Blue Square iMarket Hall, i był transmitowany na żywo za pośrednictwem aplikacji Naver V-Live.
21 czerwca  agencja zapowiedziała, że Lovelyz wydadzą specjalny cyfrowy singel. „Wag-Zak” ukazał się 1 lipca. Ogłoszono również, że Jin nie weźmie udziału w promocjach z powodu problemów zdrowotnych.
Lovelyz wydały swój pierwszy album kompilacyjny Muse on Music 11 września. Album zawiera instrumentalne wersje wszystkich 33 utworów z ośmiu wcześniej wydanych płyt. Jest to także pierwszy taki album grupy K-popowej.
Piąty minialbum, zatytułowany Sanctuary, ukazał się 26 listopada 2018 roku wraz z teledyskiem do głównego singla „Lost N Found”.

### 2019–2021:Once Upon a Time,Unforgettablei rozwiązanie zespołu
20 maja 2019 roku zespół wydał swój szósty minialbum Once Upon a Time, wraz z głównym singlem „When We Were Us (Beautiful Days)”. W sierpniu grupa dołączyła do obsady programu telewizyjnego Queendom.
1 września 2020 roku Lovelyz wydały siódmą minialbum Unforgettable, wraz z głównym singlem „Obliviate”. Utwór przyniósł grupie pierwsze zwycięstwo w programie The Show stacji SBS MTV.
1 listopada 2021 roku Woollim Entertainment ogłosiło, że zespół zostanie rozwiązany 16 listopada po wygaśnięciu kontraktów członków. Spośród członkiń tylko Baby Soul ponownie podpisała kontrakt z firmą.

## Członkinie
| Pseudonim   | Pseudonim  | Prawdziwe imię | Prawdziwe imię | Data urodzenia         | Pozycja                                              |
| Latynizacja | Hangul     | Latynizacja    | Hangul         | Data urodzenia         | Pozycja                                              |
| ----------- | ---------- | -------------- | -------------- | ---------------------- | ---------------------------------------------------- |
| Baby Soul   | 베이비소울 | Lee Soo-jung   | 이수정         | 6 lipca 1992(dts)      | Liderka, wokalistka                                  |
| Jiae        | 지애       | Yoo Ji-ae      | 유지애         | 21 maja 1993(dts)      | Wspomagająca wokalistka, visual                      |
| Jisoo       | 지수       | Seo Ji-soo     | 서지수         | 11 lutego 1994(dts)    | Tancerka, wspomagająca wokalistka                    |
| Mijoo       | 미주       | Lee Mi-joo     | 이미주         | 23 września 1994(dts)  | Główna tancerka, wokalistka                          |
| Kei         | 케이       | Kim Ji-yeon    | 김지연         | 20 marca 1995(dts)     | Główna wokalistka, twarz grupy                       |
| Jin         | 진         | Park Myung-eun | 박명은         | 12 czerwca 1996(dts)   | Prowadząca wokalistka                                |
| Sujeong     | 수정       | Ryu Su-jeong   | 류수정         | 19 listopada 1997(dts) | Wokalistka                                           |
| Yein        | 예인       | Jung Ye-in     | 정예인         | 4 czerwca 1998(dts)    | Prowadząca tancerka, wspomagająca wokalistka, maknae |

## Dyskografia

### Albumy studyjne
| 2014                                           | Girls' Invasion - Wydany: 17 listopada 2014 - Wytwórnia: Woollim Entertainment, LOEN Entertainment - Format: CD, digital download                        | 7 | —  | - KOR: 13 324+              |
| 2015                                           | Hi~ - Repackage albumu Girls' Invasion - Wydany: 3 marca 2015 - Wytwórnia: Woollim Entertainment, LOEN Entertainment - Format: CD, digital download      | 4 | —  | - KOR: 19 654+              |
| 2017                                           | R U Ready? - Wydany: 27 lutego 2017 - Wytwórnia: Woollim Entertainment, CJ E&M Music - Format: CD, digital download                                      | 2 | 44 | - KOR: 44 874+ - JPN: 1756+ |
| 2017                                           | Now, We (지금, 우리) - Repackage albumu R U Ready? - Wydany: 2 maja 2017 - Wytwórnia: Woollim Entertainment, CJ E&M Music - Format: CD, digital download | 1 | —  | - KOR: 24 862+              |
| "–" oznacza, że wydawnictwo nie było notowane. | |   |    |                             |

### Minialbumy
- Lovelyz8 (2015)
- A New Trilogy (2016)
- Fall in Lovelyz (2017)
- Heal (2018)
- Sanctuary (2018)
- Once Upon a Time (2019)
- Unforgettable (2020)

### Kompilacje
- Muse on Music (2018)

### Single
- Lovelinus (2015, CD singel)
- Wag-Zak (2018, cyfrowy)

## Filmografia
Programy rozrywkowe
- Lovelyz in Wonderland (kor. 이상한나라의 러블리즈) (SBS MTV, 2016)
- Lovelyz Loves Canada (skyTravel, 2017)